# Мунтениј де Жос (Васлуј)
Мунтениј де Жос (рум. Muntenii de Jos) насеље је у Румунији у округу Васлуј у општини Мунтениј де Жос. Oпштина се налази на надморској висини од 161 m.

## Становништво
Према подацима из 2002. године у насељу је живело 3833 становника, од којих су сви румунске националности.

### Хронологија
| Година       | 1992 | 1993 | 1994 | 1995 | 1996 | 1997 | 1998 | 1999 | 2000 | 2001 | 2002 | 2003 | 2004 | 2005 | 2006 | 2007 | 2008 | 2009 | 2010 | 2011 | 2012 | 2013 | 2014 | 2015 | 2016 | 2017 |
| ------------ | ---- | ---- | ---- | ---- | ---- | ---- | ---- | ---- | ---- | ---- | ---- | ---- | ---- | ---- | ---- | ---- | ---- | ---- | ---- | ---- | ---- | ---- | ---- | ---- | ---- | ---- |
| Становништво | 3406 | 3362 | 3368 | 3366 | 3388 | 3417 | 3452 | 3460 | 3536 | 3597 | 3751 | 3794 | 3829 | 3883 | 3925 | 3988 | 3997 | 4036 | 4047 | 4066 | 4182 | 4204 | 4264 | 4262 | 4261 | 4249 |